# Never Let Me Down (album)
Never Let Me Down is het zeventiende studioalbum van de Britse muzikant David Bowie, uitgebracht in 1987. Hij schreef de meeste nummers van het album in Zwitserland. Hij nam het album als uitgangspunt van een wereldwijde artistieke tournee, genaamd de Glass Spider Tour. Op dat moment was het Bowies grootste tournee ooit. Zowel het album als de tournee waren echter commercieel succesvol, maar een artistieke flop. Zelf nam hij later afstand van het album, alhoewel het nummer "Time Will Crawl" een van zijn favoriete nummers was. Deze publieke reactie leidde ertoe dat Bowie de rockband Tin Machine oprichtte en in 1990 voor het laatst zijn grote hits zou vertolken tijdens de Sound+Vision Tour, een beslissing waar hij al snel op terugkwam.
Drie nummers kwamen ook uit op single. "Day-In Day-Out" werd de grootste hit, met een veertiende positie in Nederland en een zeventiende plaats in Engeland. "Time Will Crawl" en het titelnummer "Never Let Me Down" behaalden in Engeland ook de hitlijsten op respectievelijk de 33e en 34e plaats.

## Tracklist
- Alle nummers geschreven door Bowie, tenzij anders aangegeven.

LP-versie
1. "Day-In Day-Out" – 4:38
2. "Time Will Crawl" – 4:18
3. "Beat of Your Drum" – 4:32
4. "Never Let Me Down" (Bowie/Carlos Alomar) – 4:03
5. "Zeroes" – 5:46
6. "Glass Spider" – 4:56
7. "Shining Star (Makin' My Love)" – 4:05
8. "New York's in Love" – 3:55
9. "87 and Cry" – 3:53
10. "Too Dizzy" (Bowie/Erdal Kızılçay) – 3:58
11. "Bang Bang" (Iggy Pop/Ivan Kral) – 4:02

Cd-versie
1. "Day-In Day-Out" – 5:35
2. "Time Will Crawl" – 4:18
3. "Beat of Your Drum" – 5:03
4. "Never Let Me Down" (Bowie/Carlos Alomar) – 4:03
5. "Zeroes" – 5:46
6. "Glass Spider" – 5:30
7. "Shining Star (Makin' My Love)" – 5:04
8. "New York's in Love" – 4:32
9. "87 and Cry" – 4:18
10. "Too Dizzy" (Bowie/Erdal Kızılçay) – 3:58
11. "Bang Bang" (Iggy Pop/Ivan Kral) – 4:28

Bonustrack op Japanse uitgave
1. "Girls" (Bowie/Kızılçay/Hiro Hozumi/Kiri Teshigahara) – 4:00

Bonustracks op cd-uitgave 1995
1. "Julie" – 3:45
2. "Girls" (Extended Edit) (Bowie/Kızılçay/Hozumi/Teshigahara) – 5:38
3. "When the Wind Blows" (Bowie/Kızılçay) – 3:36

## Musici
Producers
- David Bowie
- David Richards

Muzikanten
- David Bowie: zang, gitaar, keyboards, tamboerijn, achtergrondzang
- Carlos Alomar: gitaar, gitaarsynthesizer, tamboerijn, achtergrondzang
- Erdal Kızılçay: keyboards, drums, basgitaar, trompet, viool, achtergrondzang
- Peter Frampton: gitaar
- Philippe Saisse: piano, keyboards
- Carmine Rojas: basgitaar
- Earl Gardner: bugel
- Errol "Crusher" Bennett: percussie
- Stan Harrison: altsaxofoon
- Laurie Frink: trompet
- Steve Elson: baritonsaxofoon
- Lenny Pickett: tenorsaxofoon
- Robin Clark, Lani Groves, Diva Gray, Gordon Grodie: achtergrondzang
- Sid McGinnis: gitaar op "Day-In Day-Out", "Time Will Crawl" en "Bang Bang"
- Mickey Rourke: rap op "Shining Star (Makin' My Love)"